# Aviron aux Jeux olympiques de 1904
Navigation
Édition précédente Édition suivante
Aux Jeux olympiques d'été de 1904 à Saint-Louis, cinq épreuves d'aviron (sport) ont été disputées. C'était la deuxième apparition de l'aviron au programme des Jeux.

## Faits marquants
Toutes les médailles ont été remportées par des rameurs des États-Unis, à l'exception de la médaille d'argent remportée par le huit canadien.

## Tableau des médailles
| Rang  | Pays       | Médaille d'or, Jeux olympiques | Médaille d'argent, Jeux olympiques | Médaille de bronze, Jeux olympiques | Total |
| 1     | États-Unis | 5                              | 4                                  | 4                                   | 13    |
| 2     | Canada     | 0                              | 1                                  | 0                                   | 1     |
| Total | Total      | 5                              | 5                                  | 4                                   | 14    |

## Podiums

### Hommes
| Discipline          | Or | Argent | Bronze                                                         |
| Skiff               | Frank Greer 10 min 08 s 5 | James Juvenal à deux longueurs | Constance Titus à trois longueurs                              |
| Deux de couple      | États-Unis John Mulcahy William Varley 10 min 03 s 25 | États-Unis Jamie McLoughlin John Hoben à deux longueurs                                                                                       | États-Unis Joseph Ravannack John Wells                         |
| Deux sans barreur   | États-Unis Robert Farnan Joseph Ryan 10 min 57 s 0 | États-Unis John Mulcahy William Varley à quatre longueurs                                                                                     | États-Unis John Joachim Joseph Buerger                         |
| Quatre sans barreur | États-Unis Arthur Stockhoff August Erker George Dietz Albert Nasse 9 min 05 s 75                                                                         | États-Unis Frederck Suerig Martin Formanack Charles Aman Michael Begley à deux longueurs                                                      | États-Unis Gustav Voerg John Freitag Louis Helm Frank Dummerth |
| Huit                | États-Unis Frederick Cresser Michael Gleason Frank Schell James Flanagan Charles Armstrong Harry Lott Joseph Dempsey John Exley Louis Abell 7 min 50 s 0 | Canada Arthur Bailey William Rice George Reiffenstein Phil Boyd George Strange William Wadsworth Donald MacKenzie Joseph Wright Thomas Loudon |                                                                |